# Ubbo Emmius

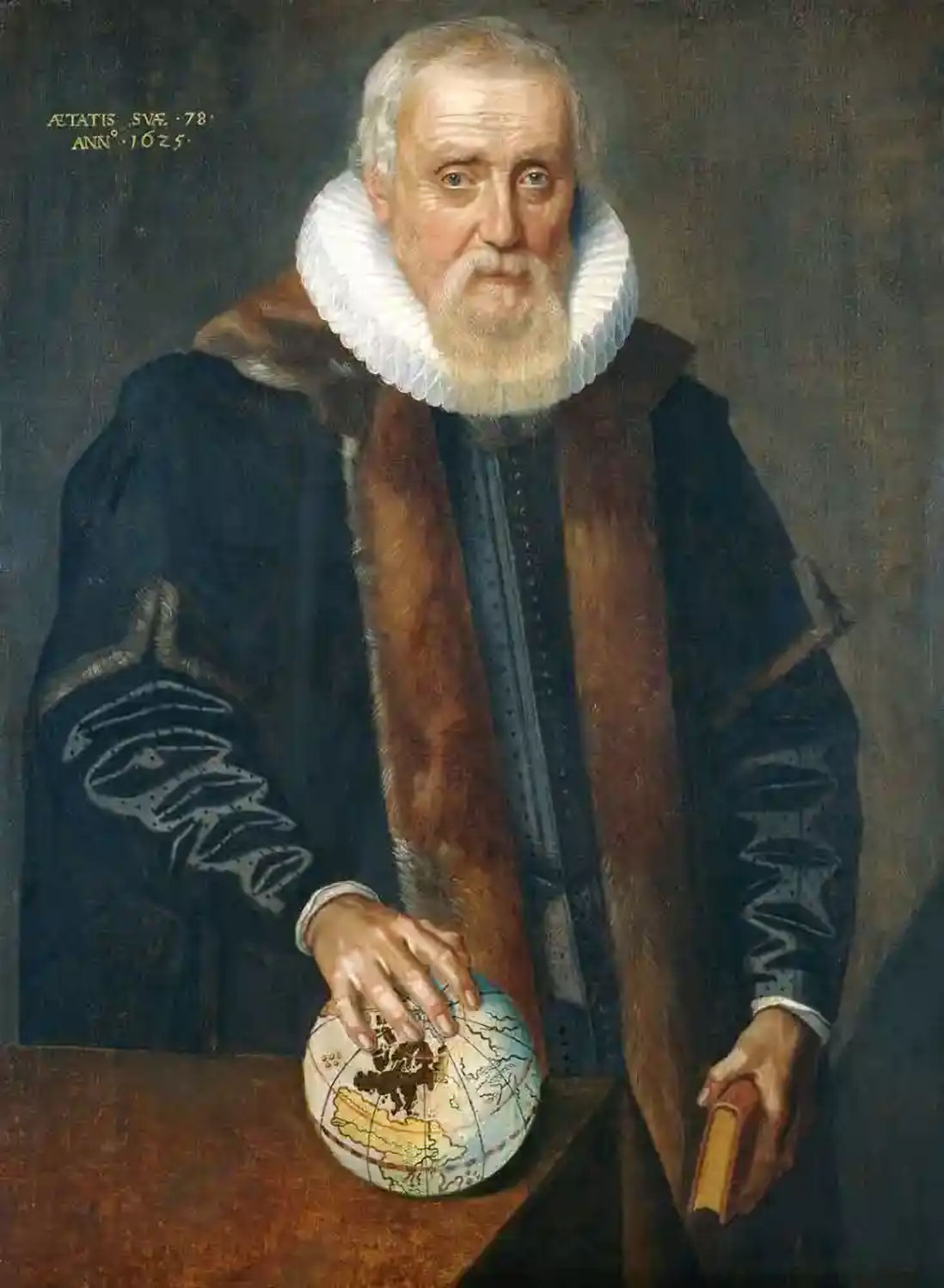
Ubbo Emmius

Ubbo Emmius (5 tháng 12, 1547 – 9 tháng 12 năm 1625) là một nhà sử học và nhà địa lý người Đức.

## Đầu đời
Ubbo Emmius được sinh ra vào ngày 5 tháng 12 năm 1547 ở Greetsiel, Đông Frisia. Từ năm 9 tuổi tới khi 18 tuổi Emmius học tập trong một ngôi trường Latin, trước khi phải bỏ học vào lúc cha của ông, một nhà truyền giáo dòng Luther, qua đời.